# Roger Declercq
Roger Declercq (Westrozebeke, 8 juni 1924 - 4 juli 1982) was een Belgisch senator.

## Levensloop
Declercq werd bedrijfsleider en de voorzitter van de afdeling van het Liberaal Verbond der Zelfstandigen in West-Vlaanderen.
Hij was eveneens politiek actief voor de PVV en werd voor deze partij van 1978 tot 1980 en van 1981 tot aan zijn overlijden in 1982 lid van de Belgische Senaat als provinciaal senator voor West-Vlaanderen. In de periode januari 1979-februari 1980 had hij als gevolg van het toen bestaande dubbelmandaat ook zitting in de Cultuurraad voor de Nederlandse Cultuurgemeenschap, die op 7 december 1971 werd geïnstalleerd en de verre voorloper is van het Vlaams Parlement.